# Eocén
Eocén (55,8 Ma – 33,9 Ma před současností) je geologická epocha v spadající do geologické éry kenozoika a to do její nejstarší periody paleogénu, resp. neformální geologické jednotky třetihor. Název eocénu odvodil od starořeckého slova „ἠώς“ (éós), jež znamená úsvit, a taktéž řeckého slova „καινός“ (kainos) — latinizovaného na „caenus“, znamenajícího nový. Název, který lze přeložit jako „úsvit nových časů“, poukazuje na to, že podle nálezů fosilií se právě v tomto období zrodila řada dodnes přežívajících skupin živočichů.

## Geologie a klima
Na rozhraní paleocénu a eocénu prošel svět etapou extrémního oteplení (tzv. termální maximum). Rozložení kontinentů se v této době blížilo současnému. Na jižním pólu se již rozkládala Antarktida, od které se odtrhávala a na sever vzdalovala Austrálie a vzdalovala se od ní též Jižní Amerika. Na konci eocénu, na přelomu s pozdějším období oligocénem, se Austrálie odtrhla úplně. K Evropě a Asii se přibližovala Afrika, což způsobovalo uzavírání tropického oceánu Tethys, ze kterého do dneška zbyla oblast Středozemního moře a Kaspického a Aralského jezera. Přibližování těchto tektonických desek způsobovalo další fáze Alpinského vrásnění, které probíhalo již od druhohor. K severu též putoval indický subkontinent, jenž byl ale ve starším eocénu jen velkým ostrovem v oceánu, ve svrchním eocénu již ale ke konaktu s asijskou pevninou došlo a začal tak výzdvih mohutného pásemného pohoří Himálaje a Karakoramu.
Evropu od Asie oddělovala Turgajská úžina, jenž bránila migraci živočichů, přesto ale ve spodním a středním eocénu existovaly přechody jak mezi Asií a Evropou, tak Evropou a Severní Amerikou. Atlantský oceán se rozevíral a obě Ameriky, jež ale byly odsebe odděleny mořem, se vzdalovaly od Evropy a Afriky.
Podnebí ve spodním eocénu se vyznačovalo významným oteplováním. Tropické deštné lesy se rozšířily daleko na sever i jih, za nimiž se až do blízkosti polárních kruhů rozkládalo pásmo paratropických lesů, tedy teplomilných lesů se suchým a deštivým obdobím, podobným těm, jež dnes najdeme např. v Mexiku. Až do polárních oblastí zasahovaly neopadavé subtropické lesy a v samotných polárních oblastech existovaly zvláštní listnaté opadavé lesy. Stromy v těchto lesích byly úzpůsobeny k cyklu polárních dní a nocí, kdy na dlouhá období tmy v zimním období opadávaly stromům listy podobně jako to dnes dělají stromy v mírném klimatickém pásmu, které to ale dělají kvůli chladu. Podobný biotop je v dnešním světě zcela nepředstavitelný.
Od středního eocénu se teploty začaly postupně snižovat a s nimi se též vysušovalo klima. Austrálie se v této době oddělila od Antarktidy, kterou obklopily cirkumpolární mořské proudy, které kontinent izolovaly od zbytku světa a ten se začal ochlazovat. Právě v nejpozdnějším eocénu se na něm začal tvořit ledovcový štít. Na severní polokouli se otevřel průliv do Severního ledového oceánu, který v Atlantiku umožnil styk s jeho chladnými vodami. Spolu s dalšími možnými globálními vlivy, jako bylo kolísání obsahu oxidu uhličitého v atmosféře, vyvolaly tyto události globální ochlazení. Důsledkem bylo překreslení mapy biotopů po celé zeměkouli. Tropické deštné lesy se stáhly do blízkosti rovníku, na severu a v teplejších oblastech Antarktidy se rozšířil nový biotop smíšených lesů z jehličnanů a sezónně opadavých listnáčů, jaké známe i dnes. Díky ochlazení též došlo k poklesu mořské hladiny, čímž se odhalily nové pevniny a vytvořily se tak i některé významné migrační trasy fauny.

## Život

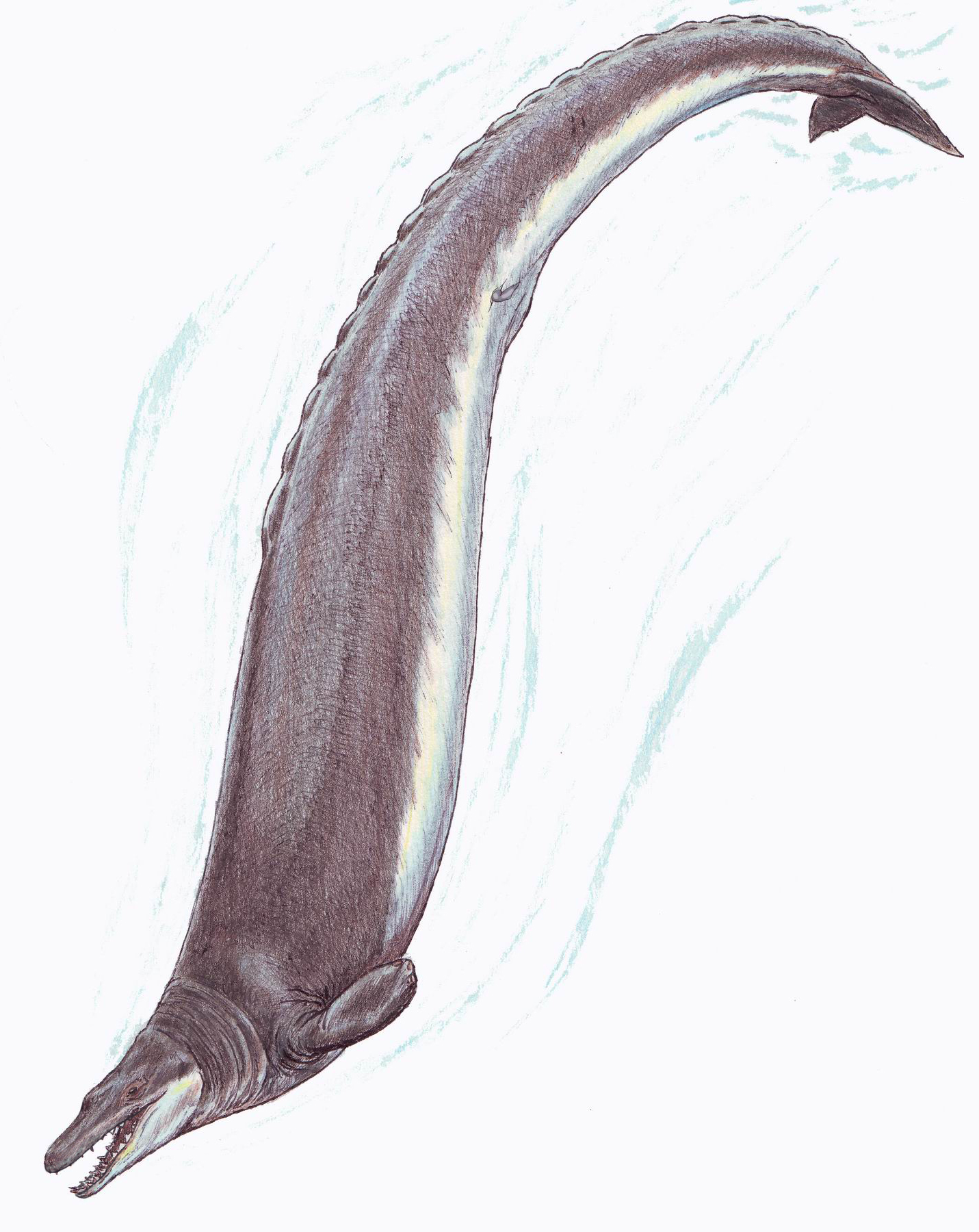
Basilosaurus

Klima po celé období eocénu bylo výrazně teplejší než dnešek. Nejtepleji bylo ve spodním eocénu, kdy proces zvyšování teplot pokračoval již od předchozího období paleocénu. Později se pak postupně ochlazovalo až k výraznému chladnému pulzu na přelomu eocénu a následujícího oligocénu. S tím souvisel i rozvoj nebo naopak úpadek specifických ekosystémů. Až do konce období po souších celé planety převažovaly různé typy lesů. Jejich rozšíření vzhledem k zeměpisným šířkám se měnilo tak, že oblasti tropických a subtropických lesů se v souvislosti s postupným ochlazováním zužovaly kolem rovníku, zatímco v blízkosti pólů se objevovaly nové biotopy opadavých a smíšených lesů.
V předcházejícím období paleocénu se od sebe oddělila většina dnešních řádů savců a ti se v eocénu bohatě rozvinuli. Dobře zdokumentovaná je evoluce koní, či obecně lichokopytníků, kteří dosáhli nebývalé druhové diverzity. Rozvíjeli se sudokopytníci (například rod Gagadon), chobotnatci, letouni či pravé i nepravé šelmy a primáti.
Mezi největší tehdejší savce patřil například několik tun vážící rod Uintatherium. Před 50 miliony let se z jedné skupiny sudokopytníků vyvinuli raní kytovci. První jejich známí zástupci byli dravci rodu Ambulocetus dosahující třech metrů s končetinami ještě velmi podobnými nohám, natolik podobnými, že se u těchto živočichů předpokládá obojživelný způsob života. Nejznámější z raných kytovců je obří rod Basilosaurus dosahující délek kolem 20 m, jenž byl v 19. století považován za příbuzného dinosaurů, odtud i jeho řecký název odkazující na ještěry. I basilosauři měli ještě zakrnělé zadní končetiny.
Jelikož se na tehdejších souších stále vyskytovalo jen málo otevřené, bezlesé krajiny, existovalo málo skutečně velkých druhů suchozemských savců. Na některých místech byli tedy největšími suchozemskými živočichy velcí nelétaví ptáci, např. rodu Diatryma, dosahující výšky přes dva metry. Pozdější ochlazování klimatu, se kterým souviselo též jeho vysušování, způsobilo rozšiřování otevřené krajiny, na které se rozvíjely traviny, do té doby prakticky neznámý biotop. Na otevřených stepích pak rychle postupovala evoluce koní a dalších větších savců.
Rozmanitost života v eocénu dokládá i množství ichnofosilií, tedy dochovaných otisků stop různých živočichů, například plazů ze Severní Ameriky a ptáků ze Špicberků.